# 埃卡克隆
埃卡克隆（法語：Écaquelon，法語發音：[ekaklɔ̃]）是法国厄尔省的一个市镇，位于该省西北部，属于贝尔奈区。

## 地理
埃卡克隆（49°17'28"N, 0°43'32"E）面积13.04 平方千米，位于法国诺曼底大区厄尔省，该省份为法国北部内陆省份，北起滨海塞纳省，西接奧恩省和卡爾瓦多斯省，南至厄尔-卢瓦省，东临瓦兹省、瓦兹河谷省和伊夫林省。
与埃卡克隆接壤的市镇（或旧市镇、城区）包括：博讷维尔-阿普托、里勒河畔格洛、伊勒维尔叙蒙福尔、里勒河畔蒙福尔、圣莱热迪热讷泰、蒂耶维尔、泰努维尔。

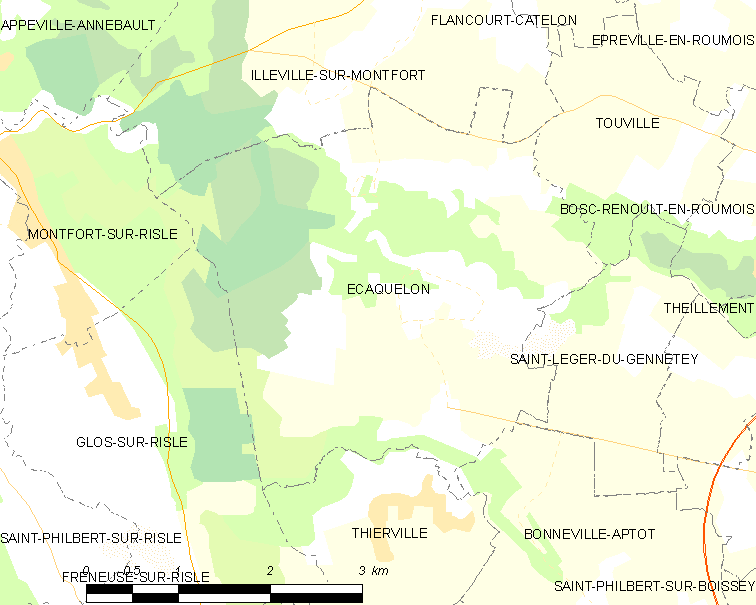
埃卡克隆的OSM定位图

埃卡克隆的时区为UTC+01:00、UTC+02:00（夏令时）。

## 行政
埃卡克隆的邮政编码为27290，INSEE市镇编码为27209。

## 政治
埃卡克隆所属的省级选区为蓬托德梅尔县。

## 人口

1962-2008年间埃卡克隆人口变化图示

埃卡克隆于2022年1月1日时的人口数量为608人。